# Corba d'Agnesi
En matemàtiques, la corba d'Agnesi, anomenada així en honor de Maria Agnesi, és la corba definida de la manera següent:

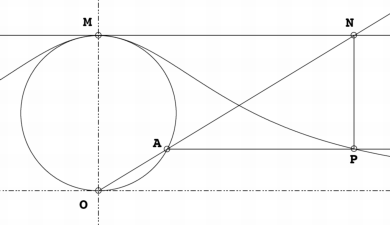
La corba d'Agnesi amb punts etiquetats

Es comença amb un circumferència fixa, s'escull un punt fix O en la circumferència.
Per a qualsevol altre punt A en la circumferència, es dibuixa la recta secant OA.
El punt M és diametralment oposat a O.
La recta OA talla la tangent a M en el punt N.
La recta paral·lela a OM per N, i la recta perpendicular a OM per A es tallen en P.
En variar el punt A, el camí de P és la corba d'Agnesi.
La corba és asimptòtica a la recta tangent a la circumferència fixada pel punt O.

## Equacions

Una actuació d'animació la construcció de la corba d'Agnesi

Suposant que el punt O sigui l'origen, i que M sigui en la part positiva de l'eix y.
Suposant que el radi del circumferència sigui a.
Llavors, la corba té l'equació cartesiana
{\displaystyle y={\frac {8a^{3}}{x^{2}+4a^{2}}}}.
Fixeu-vos que si a=1/2, llavors aquesta equació es fa bastant simple:
{\displaystyle y={\frac {1}{x^{2}+1}}.}
Paramètricament, si {\displaystyle \theta \,} és l'angle entre OM i OA, mesurat en el sentit de les agulles del rellotge, llavors la corba ve definida per les equacions:
{\displaystyle x=2a\tan \theta ,\ y=2a\cos ^{2}\theta .\,}
Una altra parametrització, amb {\displaystyle \theta \,} l'angle entre OA i l'eix x, augmentant en el sentit contrari de les agulles del rellotge és:
{\displaystyle x=2a\cot \theta ,\ y=2a\sin ^{2}\theta .\,}

## Propietats

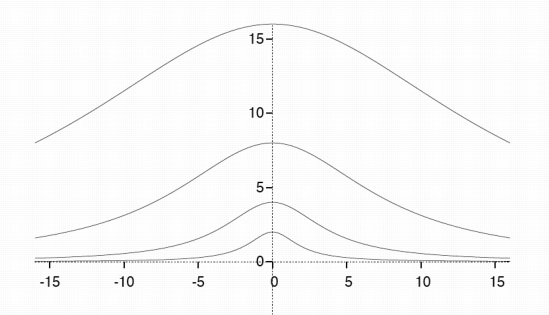
La corba d'Agnesi amb paràmetres a=1, a=2, a=4, i a=8

- L'àrea entre la corba d'Agnesi i la seva asímptota és quatre vegades l'àrea de la circumferència fixa (és a dir, {\displaystyle 4\pi a^{2}}).

- El volum de revolució de la corba, sobre la seva asímptota, és: {\displaystyle 4\pi ^{2}a^{3}}.

- El centroide de la corba és en {\displaystyle (0,{\frac {a}{2}})}, que és el mateix que el de la circumferència que la genera.

## Història
La corba, la varen estudiar Pierre de Fermat el 1630, Guido Grandi el 1703, i Maria Agnesi el 1748.
En italià, la corba s'anomena la versiera di Agnesi, que significa 'la corba d'Agnesi'. Això ho va entendre el professor de Cambridge John Colson com "di Agnesi de l'avversiera", en què el significat d'"avversiera", és 'dona contrària a Déu', el va identificar com 'la bruixa', i aquest error en la traducció s'ha conservat. Per això, en anglès, la corba es coneix com a "witch of Agnesi" o en espanyol "la bruja de Agnesi", els dos casos volen dir 'la bruixa d'Agnesi'.
The witch of Agnesi també és una novel·la de ficció de Robert Spiller.